# Dracophilus proximus
Dracophilus proximus là một loài thực vật có hoa trong họ Phiên hạnh. Loài này được (L.Bolus) Walgate mô tả khoa học đầu tiên năm 1939.